# Dogū buit
El Dogū buit (中空土偶, chūkō dogū) és una figureta dogū d'argila que pertany al període Jōmon tardà (c. 1500-1300 abans de la nostra era). La van trobar per casualitat en el jaciment de Chobonaino, a Hakodate, a l'illa japonesa de Hokkaidō. És al Centre Cultural Jomon de Hakodate i és un dels cinc dogū designats com a Tresor Nacional del Japó; també és el primer i únic Tresor Nacional de Hokkaidō.

## Història

### Jaciment de Chobonaino
El dogū fou desenterrat en un camp amb vista al Pacífic, a la costa est de la península d'Oshima a l'agost del 1975, per una dona que removia la terra amb una aixada per a collir creïlles. Per a obtenir informació contextual, s'hi obrí un fossat i es va identificar un enterrament en un pou del Jōmon tardà, amb un penjoll de jade i fragments d'una forqueta lacada. El 2006, es feren recerques més detallades en una àrea més àmplia, que acabà amb el descobriment de més fosses, pous d'escombraries, eines de pedra i ceràmica, i també un cercle de pedra. En una terrassa sobre Chobonaino, l'excavació del jaciment B de Jōmon Makō tardà (B de Jōmon Makō tardío (磨光Ｂ遺跡) ha proporcionat la troballa d'una sèrie de cases en pous contemporanis.

### Conservació
Descoberta al 1975, l'estatueta fou designada Bé Cultural Important al 1979. Com que no hi havia una instal·lació adequada per a exhibir-la a la ciutat de Minamikayabe (ara part de Hakodate), on aparegué el dogū, l'estatueta es guardà en un recipient de paulowniàcia, en una caixa de seguretat de l'Ajuntament local durant trenta anys. Designada Tresor Nacional al 2007, a l'any següent l'escultura es va mostrar en la 34a Cimera del G8, en una vitrina a l'hotel de Toyako, que en feu de seu: el medi ambient i el canvi climàtic s'hi van tractar, i semblava adient que hi hagués «un representant del poble Jōmon que vivia en harmonia amb la natura». Les exposicions posteriors en què ha aparegut la figureta són El Poder del Dogu al Museu Britànic (2009), Dogū, un cosmos, al Museu Miho (2012) i Jomon: 10.000 Anys d'Art Prehistòric Japonés, al Museu Nacional de Tòquio (2018). La ceràmica ara es troba a la sala quatre del Centre Cultural Jomon de Hakodate, amb una il·luminació que evoca la de la lluna i l'entorn del període Jōmon.

## Descripció
L'estatueta fa 41,5 cm d'alçada i 20,1 cm d'amplada, i pesa 1.745 g. Té una quarta part de la grandària d'un adult humà, i és el més gran del seu tipus. A part dels braços que li manquen i un forat a cada costat de la part superior del cap, el dogū està ben conservat.(3)
En quasi tota superfície, la figureta és coberta amb decoració de tres tipus: bandes acanalades, petjades de cordes i impressions circulars. Tot i que una teoria considera que la figura és femenina, amb mugrons definits, un ventre modelat lleument inflat que indica embaràs i una decoració semblant a una línia negra que li baixa pel pit, la figura se sol veure com a masculina, amb una barba puntejada que va d'orella a orella, cobrint-li la barbeta i el coll. La «discordança» en els seues «característiques de gènere» pot «fer l'efecte d'una escultura destinada a transcendir el gènere».(7)
El rostre s'inclina lleugerament cap amunt i cap a l'esquerra, mentre que la protuberància a la part superior del cap podria ser una trossa. La cella, el nas i les orelles úniques i contínues estan definides amb tires d'argila. Davall la boca, dues línies acanalades marquen la transició de la pell a la barbeta, mentre que aquesta es veu limitada dessota per un anell al coll. S'hi van aplicar més tires acanalades d'argila a la part posterior del cap —potser com una coberta de tela—, a la part superior del pit i l'esquena, una part superior retallada que deixava l'estómac i les cames, cobertes amb una peça semblant a uns pantalons, dividida de manera horitzontal amb patrons estranys. Els genolls estan una mica flexionats, i entre la part inferior de les cames hi ha un travesser amb una obertura. Uns rastres de laca negra a la barbeta i pigment negre i roig a les cames i en altres indrets indiquen que l'escultura devia estar pintada íntegrament.
Uns investigadors del Museu de la Ciutat de Hakodate dugueren el dogū a l'hospital municipal per a fer-hi una tomografia computada, i això ajudà a entendre el mètode de manufacturació i l'interior, més enllà del que podria determinar-se en encendre una torxa pels forats on serien els braços i a la part superior del cap. El tors és format per lloses d'argila, molt primes a la part posterior, amb tubs del mateix material per a les cames i un cap modelat amb els dits. L'obertura de l'ornament entre les cames connecta amb la resta del buit interior, i això ha originat diferents interpretacions: pot estar inspirada en els atuells contemporanis amb decoració figurativa humana i un estendard on seria el peu. Podria haver-se emprat en un ritual funerari relacionat amb l'enterrament on es trobà: l'oficiant va poder haver abocat el dogū ple de líquid sobre el cos del mort i a la boca dels assistents; podia omplir-se de fum o simplement ser un objecte que funcionava per a millorar la circulació de l'aire durant la combustió, una tècnica semblant que es feu servir més endavant amb les figures haniwa.(7)